# Mertensophryne howelli
Mertensophryne howelli là một loài cóc trong họ Bufonidae. Chúng là loài đặc hữu của Tanzania.
Các môi trường sống tự nhiên của chúng là các khu rừng khô nhiệt đới hoặc cận nhiệt đới và các khu rừng trước đây bị suy thoái nặng nề. Loài này đang bị đe dọa do mất nơi sống.